# Starrkärrs distrikt
Starrkärrs distrikt är ett distrikt i Ale kommun och Västra Götalands län. 
Inom distriktet ligger tätorten Älvängen samt Alafors och Nol som utgör de norra delarna av kommunens centralort Nödinge-Nol. Småorter är Ryd och Torp. En tidigare småort var Sannum.

## Tidigare administrativ tillhörighet
Distriktet inrättades 2016 och utgörs av socknen Starrkärr i Ale kommun
Området motsvarar den omfattning Starrkärrs församling hade vid årsskiftet 1999/2000.